# Tommy Bing
Thomas Edward „Tommy“ Bing (* 24. November 1931 in Broadstairs; † 18. Mai 2015 in Margate) war ein englischer Fußballspieler.

## Karriere
Bing kam bereits im Dezember 1947 im Alter von 16 Jahren für die Reserve des FC Margate zum Einsatz, musste aber noch bis zur Saison 1950/51 warten, ehe er für die der ersten Mannschaft in der Kent League sein Debüt gab. Nach dem Abgang seines Bruders Doug zu West Ham United, rückte er auf dessen Position auf dem rechten Flügel in die Startelf. Seine Leistungen sorgten für Interesse bei einigen Klubs aus der Football League, allerdings begann im Dezember 1951 sein Wehrdienst. Dabei soll er während seiner Stationierung in Deutschland im höherklassigen Fußball gespielt haben. Mit dem Ende des Armeedienstes im November 1953 kehrte er zu Margate zurück und gewann mit dem Team im Mai 1954 den Kent League Cup. Zum Start der Saison 1954/55 gehörte Bing zum Reserveteam, kam aber im September 1954 bei einem Freundschaftsspiel der ersten Mannschaft gegen Tottenham Hotspur zum Einsatz. Dabei wurde er von Bill Nicholson entdeckt und für eine vierstellige Ablösesumme umgehend zu Tottenham geholt.
Bei Tottenham spielte Bing regelmäßig für die Reservemannschaft, im Sommer 1957 nahm er mit der Profimannschaft an einer Nordamerika-Tournee teil und kam in deren Verlauf zu zwei Einsätzen. Sein einziges Pflichtspiel für das Profiteam absolvierte er am 19. Oktober 1957 auf dem rechten Flügel im Erstligaspiel gegen die Bolton Wanderers, als der Waliser Terry Medwin wegen eines Länderspiels gegen England fehlte.
Im Sommer 1959 kehrte Bing zum mittlerweile in der Southern League spielenden FC Margate zurück, musste aber aufgrund anhaltender Verletzungsprobleme immer wieder pausieren. Wegen eines hartnäckigen Knorpelschadens beendete er auf ärztlichen Rat hin im Januar 1962 seine Karriere, spielte aber in der Saison 1963/64 nochmals kurzzeitig für Margate. Neben Fußball betrieb Bing, der hauptberuflich als Klempner arbeitete, auch Cricket und spielte noch mit über 50 Jahren für Minster's, bei denen er 1984 mannschaftsintern den besten Batting Average aufstellte.